# Le Soulié
Le Soulié är en kommun i departementet Hérault i regionen Occitanien i södra Frankrike. Kommunen ligger i kantonen La Salvetat-sur-Agout som tillhör arrondissementet Béziers. År 2022 hade Le Soulié 133 invånare.

## Befolkningsutveckling
Antalet invånare i kommunen Le Soulié
Referens:INSEE